# 산청 남사리 이씨고가
산청 남사리 이씨고가(山淸 南沙里 李氏古家)는 대한민국 경상남도 산청군 단성면 남사리, 남사마을에서 가장 오래된 집으로 1700년대의 가옥이다. 1985년 1월 23일 경상남도의 문화재자료 제118호로 지정되었다.

## 개요
남사마을에서 가장 오래된 집으로 1700년대 건축이다. 남북으로 긴 대지에 안채와 사랑채, 외양간채와 곳간채가 안채를 중심으로 ㅁ자형으로 배치되어 있다.
집터의 서남방에 자리잡은 대문간을 들어서면 바로 사랑마당이고, 이 마당 북쪽으로 앞면 4칸·옆면 2칸 반의 크기를 가진 사랑채가 동남향으로 자리잡고 있다. 사랑채 지붕은 옆에서 보면 여덟 팔(八)자 모양인 팔작지붕으로 꾸몄다.
사랑채 남쪽에 자리잡은 외양간채는 앞면 3칸·옆면 1칸 규모로 외양간과 광으로 구성되어 있다. 또한 사랑채 동쪽에는 앞면 3칸·옆면 1칸 크기의 중문간채가 자리잡고 있는데, 중문과 광이 있고 출입문은 안마당 쪽으로 터 놓았다.
중문을 들어서서 보이는 안채는 앞면 7칸·옆면 2칸 반 크기로 동남향으로 자리잡고 있다. 건넌방 1칸·대청 2칸·안방 2칸을 두고 방과 대청 앞면에 1칸 폭의 툇마루를 두었는데 뒷면에는 작은 벽장을 달았다. 대청 뒷벽으로 개방된 툇마루를 단 것이 특색있다.
아래채는 앞면 4칸·옆면 1칸 반 크기로 동향하였는데, 남측단에 부엌과 방·대청 등을 배치하고 앞면에는 개방된 툇마루를 만들었다. 서향한 광채는 앞면 3칸·옆면 2칸 크기로 안쪽은 칸을 나누지 않았다.
시각적으로 막혀있는 특이한 배치를 보이고 있고, 일반 사대부 주택 안채에 있는 부엌 위치가 사당 방향과 반대인 점과 달리 이 집은 같은 방향으로 놓여 있는 점이 특이하다.

## 참고 자료
- 산청 남사리 이씨고가 - 국가유산청 국가유산포털